# Incidences
Pour la lettre belge d'information, voir Incidences - la Lettre de l'environnement.
incidences est une voilerie française fondée en 1995.

## Description
L'entreprise est une voilerie pour la plaisance et la compétition. La voilerie confectionne aussi des voiles de première monte.
La voilerie compte aujourd'hui 250 employés répartis sur 5 sites (Brest, La Rochelle, Lorient, La Trinité-sur Mer, Toulon) soit 7 200 m2 de plancher pour un chiffre d’affaires de 10 millions d’euros en 2009. Elle est dirigée par Jean-Baptiste Le Vaillant et Frédéric Charpail à La Rochelle, Christophe et Bertrand Cudennec à Brest.
La voilerie est considérée comme une des meilleures entreprises dans son domaine.

## Palmarès
Le palmarès en tant que fournisseur de bateaux vainqueurs (catégorie ou général) est très important. En effet incidences équipe de nombreux bateaux de course, par exemple :
- Geodis de Christophe Auguin, vainqueur du Vendée Globe 1996-1997 ;
- Gitana Eighty de Loïck Peyron, vainqueur de la Transat anglaise 2008 et de la Transat B to B 2007 ;
- Crêpes Whaou de Franck-Yves Escoffier, vainqueur en 2008 de la Transat anglaise et de la Transat Québec-Saint-Malo,  et 1er de la Transat Jacques Vabre 2007 ;
- Foncia de Michel Desjoyeaux, vainqueur du Vendée Globe 2008 et de la Transat Jacques Vabre 2007 ;
- Banque populaire V de Pascal Bidégorry et son équipage qui en 2009 gagne le Record de la traversée de l’Atlantique Nord en 3 jours 15 heures 25 minutes et 48 secondes et le record de la plus grande distance parcourue en 24 heures avec 907 milles à 32,94 nœuds de moyenne.